# Boston Society of Film Critics Awards 2022
La 43ª edizione dei Boston Society of Film Critics Awards si è svolta il 11 dicembre 2022.

## Premi

### Miglior film
- Ritorno a Seoul (Retour à Séoul), regia di Davy Chou

### Miglior attore
- Colin Farrell – After Yang e Gli spiriti dell'isola (The Banshees of Inisherin)

### Migliore attrice
- Michelle Yeoh – Everything Everywhere All at Once

### Miglior attore non protagonista
- Jonathan Ke Quan – Everything Everywhere All at Once

### Migliore attrice non protagonista
- Kerry Condon – Gli spiriti dell'isola (The Banshees of Inisherin)

### Miglior regista
- Todd Field – Tár

### Migliore sceneggiatura originale
- Martin McDonagh – Gli spiriti dell'isola (The Banshees of Inisherin)

### Migliore sceneggiatura non originale
- Kogonada – After Yang

### Miglior fotografia
- Eliot Rockett – Pearl e X: A Sexy Horror Story (X)

### Miglior montaggio
- Blair McClendon – Aftersun
- Kim Sang-bum – Decision to Leave (헤어질 결심)

### Miglior colonna sonora
- M. M. Keeravani – RRR

### Miglior documentario
- All the Beauty and the Bloodshed, regia di Laura Poitras

### Miglior film in lingua inglese
- Gli spiriti dell'isola (The Banshees of Inisherin), regia di Martin McDonagh

### Miglior film d'animazione
- Red (Turning Red), regia di Domee Shi

### Miglior regista esordiente
- Charlotte Wells – Aftersun

### Miglior cast
- Jackass Forever
- Women Talking